# Фреда Джеймс
Фреда Джеймс (англ. Freda James; 13 січня 1911 — 27 грудня 1988) — колишня британська тенісистка.
Перемагала на турнірах Великого шолома в парному розряді.

## Фінали турнірів Великого шолома

### Парний розряд (3–2)
| Результат | Рік  | Турнір               | Покриття | Партнерка     | Суперниці                               | Рахунок        |
| --------- | ---- | -------------------- | -------- | ------------- | --------------------------------------- | -------------- |
| Поразка   | 1933 | Вімблдонський турнір | Трава    | Біллі Йорк    | Сімонн Матьє Елізабет Раян              | 2–6, 11–9, 4–6 |
| Перемога  | 1933 | Чемпіонат США        | Трава    | Бетті Натголл | Гелен Віллс Елізабет Раян               | Forfeit        |
| Перемога  | 1935 | Вімблдонський турнір | Трава    | Кей Стаммерс  | Сімонн Матьє Гільде Кравінкель Шперлінґ | 6–1, 6–4       |
| Перемога  | 1936 | Вімблдонський турнір | Трава    | Кей Стаммерс  | Сара Палфрі Cooke Гелен Джейкобс        | 6–2, 6–1       |
| Поразка   | 1939 | Чемпіонат США        | Трава    | Кей Стаммерс  | Сара Палфрі Cooke Еліс Марбл            | 5–7, 6–8       |